# John Britton (nadador)
John Britton (1923-5 de junio de 2004) fue un deportista keniano que compitió en natación adaptada. Ganó una medalla de oro en los Juegos Paralímpicos de Heidelberg 1972 en la prueba de 25 m libre (clase 2).

## Palmarés internacional
| Juegos Paralímpicos | Juegos Paralímpicos | Juegos Paralímpicos | Juegos Paralímpicos |
| Año                 | Lugar               | Medalla             | Prueba              |
| ------------------- | ------------------- | ------------------- | ------------------- |
| 1972                | Heidelberg (RFA)    | Medalla de oro      | 25 m libre 2        |